# Fàbrica d'indianes de Fèlix Prat

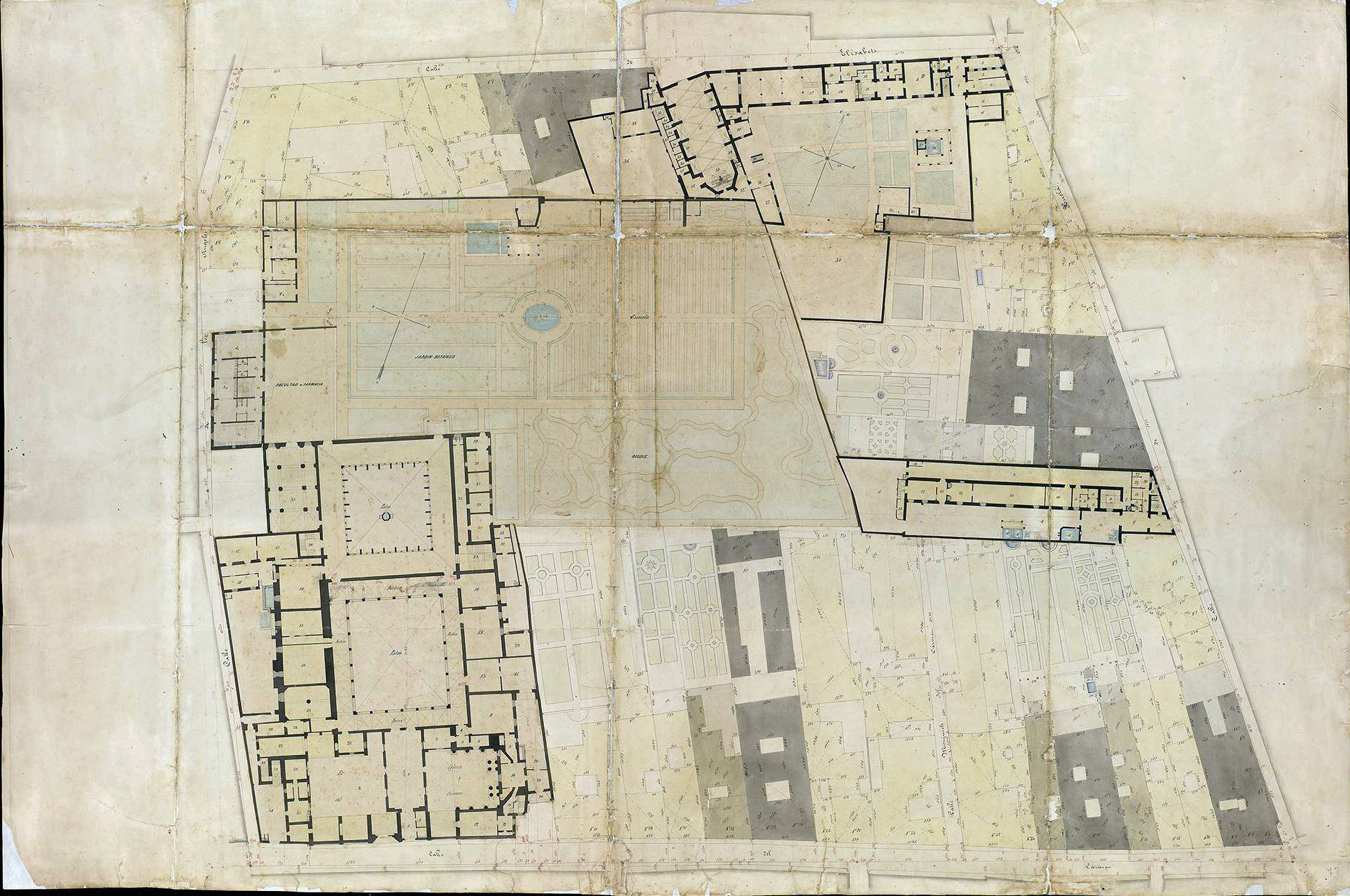
Quarteró núm. 78 de Garriga i Roca (c. 1860)

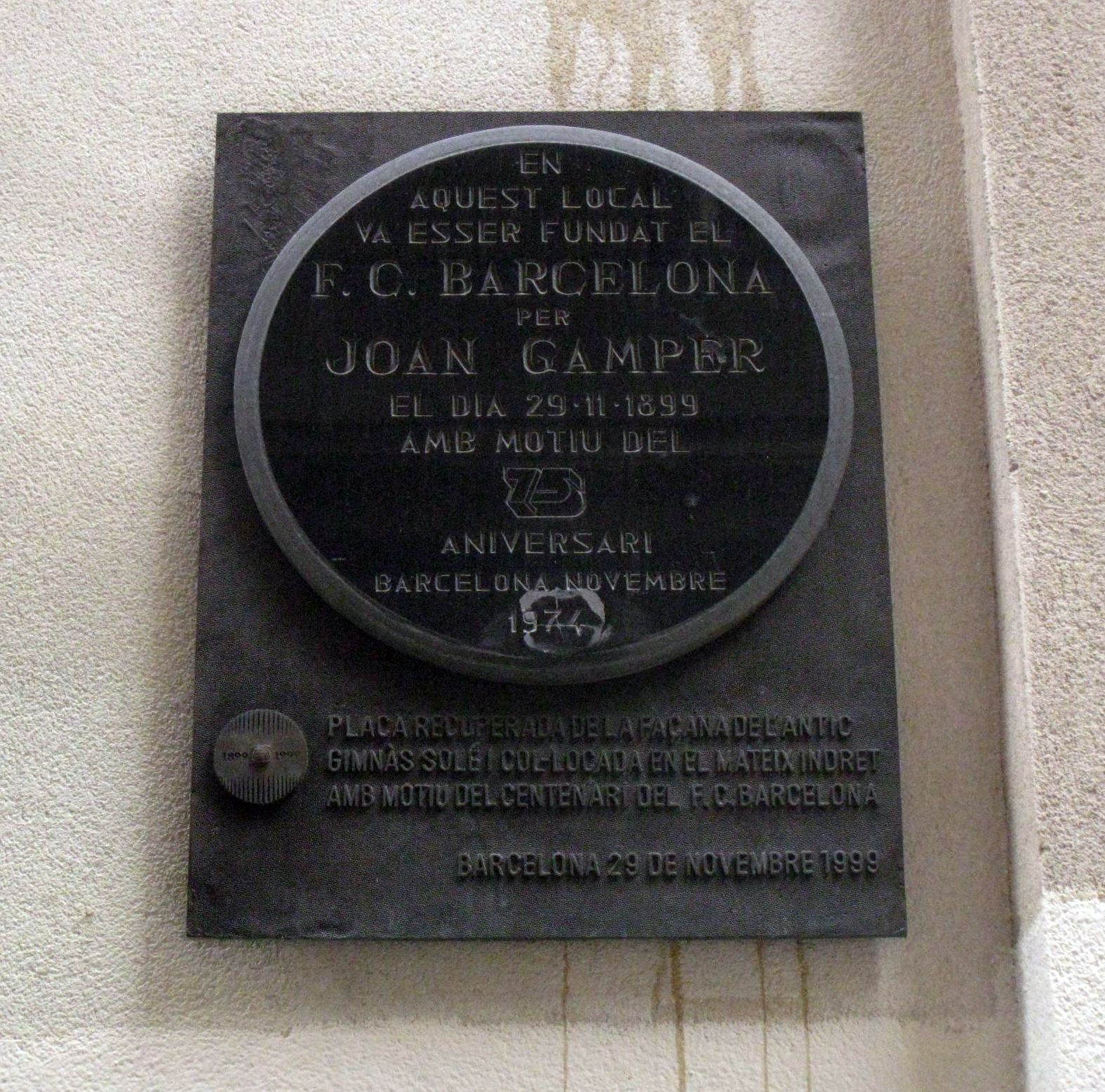
Placa commemorativa de la fundació del Futbol Club Barcelona

La fàbrica d'indianes de Fèlix Prat era un conjunt d'edificis situats als carrers del Carme i de Montjuïc del Carme, actualment desapareguts.

## Història
El 1783, el comerciant Fèlix Prat i Quinquer, administrador de la casa de comerç Prat, Martí, Baldrich i Fuster, va obtenir l'autorització dels altres socis per a establir una fàbrica d'indianes: «donem facultat al mateix Adm[inistrad]or que dels mateixos capitals puga fer correr despues de 30 de juny de 1783 una Fabrica de Indianas encara que sia ab la raó de Felix Prat y Compa. y de establir los pactes a ell ben vistos als Dependents de ella.» D'aquesta manera, la companyia pretenia aprofitar la seva posició entre el nord d'Europa, cap on exportaven aiguardent i d'on importaven llenços, i les colònies americanes, cap on eren reenviats els teixits acabats.
Aquell mateix any, Prat va adquirir un prat d'indianes de la família Igual prop de la Torre de la Comanda de Sant Joan, al terme de Sant Martí de Provençals, i el 1784 va obtenir de Josep Cruells i Caramuz (fill del capità del cos d'artilleria Josep Cruells i de Constança Caramuz i Cobos) l'establiment emfitèutic d'una part de la seva finca del carrer del Carme que comprenia un hort i unes botigues, a les quals s'accedia a través d'un carreró, que Prat es va comprometre a empedrar, així com a invertir-hi un mínim de 9.000 lliures en el termini de 3 anys. La part que donava al carrer del Carme tenia una alçada de només 19 pams a causa d'una servitud vers la finca de la banda oposada del carrer, que era la casa del Rebedor de la comanda de Sant Joan.
El 1786, Prat va demanar permís per a fer-hi diverses obres: «Felix Prat comerciante vecº de la presente ciudad con el debido respeto â V.S. dice, que […] en otras casas que posee en la calle del Carmen, necesita hacer una tienda en el parage donde se enquentra un portal dirruido, que servia de transito para algunos inquilinos de las mismas cassas a la parte del huerto; y asimismo habrir dos ventanas poniendo su reja en cada una, para iluminar los quartos bajos de otra tienda a la parte de dicha calle del Carmen.»
Va morir el 1802 i la fàbrica va passar a mans del seu fill i hereu Maurici Prat i Pruns, també comerciant. El 1816, va ser posada en subhasta, i el 1817, Maurici Prat i la seva esposa Josepa Ribot van acordar amb els tutors de Maria Pilar Llimona i Castell, filla i hereva de Tomàs Llimona, la venda diferida de diverses propietats, inclosa la del carrer del Carme (valorada en 31.963 lliures 4 sous nets). Maria Pilar Llimona es va casar amb Josep de Martí i Estruch (que va adoptar el cognom de la seva esposa), un dels fills del matrimoni entre el cavaller Josep de Martí i Serra i Teresa Estruch i Llimona, que el 1830 va demanar permís per a obrir un portal al carreró en el lloc d'una finestra, i el 1834 es va adreçar a l'Ajuntament per a manifestar l'estat ruïnós de la seva propietat i la impossibilitat de reedificar-la a més alçada de 19 pams.
Va morir el 1843, i el 1845 els seus hereus van fer la partició dels béns, per la qual la casa-fàbrica passà a mans del seu germà Ramon de Martí i Estruch, mentre que el prat de Sant Martí de Provençals, juntament amb la casa-fàbrica del carrer de Jonqueres, li va correspondre a Jacinta Cardeñas i Foraster, vídua de Tomàs de Martí i Estruch, i al seu fill Jacint de Martí i Cardeñas. El 1849 hi havia la fàbrica d'estampats de Costa, Arilló i Cia, i el 1857, la de Josep Colomer.
El 1861, Ramon de Martí va fer enderrocar la casa del carrer del Carme i construir-hi un nou edifici segons el projecte del mestre d'obres Pau Jambrú i Badia. El 1876, va adquirir una franja de terreny procedent de l'enderrocament del Convent del Carme i va demanar permís per a construir un altre edifici de planta baixa i quatre pisos (actualment enderrocat) al núm. 19 del nou carrer de Fortuny, segons el projecte del mestre d'obres Antoni Robert i Morera.
El 1878, Ramon de Martí dividí la propietat en dues finques, segregant la casa del carrer del Carme per a mantenir la resta com a garantia d'una hipoteca, els beneficiaris de la qual eren el seu fill Constantí i l'esposa d'aquest, Eulàlia Escuder i Fàbregas. Al cobert del carrer de Montjuïc del Carme (que pertanyia aleshores a la del carrer del Pintor Fortuny) s'establí el gimnàs de Francesc Solé, on el 1899 Joan Gamper va fundar el Futbol Club Barcelona, com ho recorda una placa commemorativa col·locada a l'edifici actual que va substituir l'antic.